# Taylorville (Oregon)
Taylorville az Amerikai Egyesült Államok északnyugati részén, Oregon állam Clatsop megyéjében elhelyezkedő önkormányzat nélküli település.